# Austropsallus
Austropsallus is een geslacht van wantsen uit de familie van de Miridae (Blindwantsen). Het geslacht werd voor het eerst wetenschappelijk beschreven door Schuh in 1974.

## Soorten
Het genus bevat de volgende soorten:

- Austropsallus albonotum Schuh, 1974
- Austropsallus drakensbergensis Schuh, 1974
- Austropsallus helichrysi Schuh, 1974
- Austropsallus middelburgensis Schuh, 1974
- Austropsallus saniensis Schuh, 1974
- Austropsallus senecionus Schuh, 1974